# Duncanville (serie de televisión)
Duncanville es una serie de televisión de comedia animada estadounidense creada por Amy Poehler, Mike Scully y Julie Scully para FOX. La serie cuenta con las voces de Poehler, Ty Burrell, Riki Lindhome, Rashida Jones y Wiz Khalifa. La serie se estrenó el 16 de febrero de 2020 y el 30 de agosto de 2020 en Latinoamérica.
En abril de 2020, la serie fue renovada para una segunda temporada, que se estrenó el 23 de mayo de 2021. En abril de 2021, antes del estreno de la segunda temporada, la serie fue renovada para una tercera temporada. La tercera y última temporada se estrenó el 1 de mayo de 2022. En junio de 2022, Fox canceló la serie tras tres temporadas. La serie finalizó el 18 de octubre de 2022.

## Sinopsis
Duncanville se centra en la vida de Duncan Harris, un chico promedio de 15 años, que siempre está a un paso de tomar una mala decisión. Junto con Duncan vive su madre, una agente de aparcamiento, que sueña con ser detective algún día y siempre tiene que vigilar a Duncan; su padre, que intenta ser una mejor figura paterna para Duncan de lo que su padre fue para él; y sus hermanas Kimberly y Jing.

## Reparto de voz

### Principales
- Amy Poehler como: 
  - Duncan Harris, un adolescente promedio que es promedio en todos los sentidos que tiene un mundo de sueños donde es todo menos. Está enamorado de Mia y recurre a sus mejores amigos para que le aconsejen y le ayuden
  - Annie Harris, madre de Duncan, Kimberly y Jing, y la esposa de Jack, que es una camarera del parquímetro que se esfuerza por ser detective.
- Ty Burrell como Jack Harris: El padre fontanero de Duncan, Kimberly y Jing obsesionado con el Rock que intenta ser mejor padre de lo que había sido su padre.
- Riki Lindhome como Kimberly Harris: La hermana poco alegre angustiada y torpe de Duncan, que lucha por ser popular pero fracasa y es acosada y como tal, acosa a Duncan a cambio. Tiene 12 años y está en la escuela secundaria.
- Zach Cherry como Wolf: El monótono amigo de Duncan que tiene problemas en casa y está enamorado de Kimberly. Actúa distante y desinteresado en las cosas.
- Yassir Lester como Yangzi: El amigo de Duncan que apoya a varias marcas en Twitter y por lo tanto obtiene un montón de cosas gratis de estas marcas. También es un creador de tendencias.
- Betsy Sodaro como Bex: La amiga marimacho de Duncan que es vista como uno de los chicos. Más tarde, ella rechaza esto y dice que cómo podría ser un chico si tiene tetas. Bex se basa físicamente en Sodaro.
- Rashida Jones como Mia Abara (Temporada 2; recurrente temporada 1):[14] La amiga de Duncan y su enamorada secreta que es muy liberal y le gusta salir con Duncan y sus amigos.
- Joy Osmanski como Jing (Temporada 2; recurrente temporada 1):[14] la hermana pequeña adoptada de Duncan y Kimberly, que está enamorada de Duncan.
- Wiz Khalifa como el Sr. Mitch (Temporada 2; recurrente temporada 1):[14] el simpático e inmaduro profesor que enseña a Duncan, Yangzi, Mia, Wolf y Bex.

### Invitados especiales
- Alice Cooper como el mismo
- Alex Honnold como el mismo
- Ana Gasteyer como Janine
- Paul Fusco como ALF
- Rick Springfield como Bobby Bastille
- Judy Sheindlin como ella misma
- Carlos Alazraqui como El Espantoso
- Adam Scott[15]
- Aubrey Plaza[15]
- Retta[15]
- Nick Offerman[15]
- Finn Wolfhard[15]
- Gerald McRaney[16]

## Episodios
| Temporada | Temporada | Episodios | Episodios             | Emisión original      | Emisión original     | Emisión original |
| Temporada | Temporada | Episodios | Episodios             | Primera emisión       | Última emisión       | Cadena           |
| --------- | --------- | --------- | --------------------- | --------------------- | -------------------- | ---------------- |
|           | 1         | 11        | 11                    | 16 de febrero de 2020 | 17 de mayo de 2020   | Fox              |
|           | 2         | 12        | 12                    | 23 de mayo de 2021    | 30 de agosto de 2021 | Fox              |
|           | 3         | 16        | 10                    | 1 de mayo de 2022     | 26 de junio de 2022  | Fox              |
| 6         | 3         | 16        | 18 de octubre de 2022 | 18 de octubre de 2022 | Hulu                 |                  |

### Temporada 1 (2020)
| N.º en serie | N.º en temp. | Título                | Dirigido por             | Escrito por                                                                                               | Fecha de emisión original | Código de prod. | Audiencia (millones) |
| --- | ------------ | --------------------- | ------------------------ | --- | ------------------------- | --------------- | -------------------- |
| 1 | 1            | «Pilot»               | Anne Walker Farrell      | Historia de: Amy Poehler, Julie Thacker Scully & Mike Scully Guion de: Mike Scully & Julie Thacker Scully | 16 de febrero de 2020     | 1LAZ01          | 1,52                 |
| Duncan Harris es un adolescente torpe que fantasea con ser un hombre. Sus padres lo presionan para que empiece a conducir, pero se niega porque no lo cree necesario y porque su padre, Jack, no deja de sentir pánico cuando conduce. Duncan de repente se interesa por conducir para impresionar a su amiga y enamorada secreta, Mia. Mientras que su madre, Annie, es feliz al principio, se preocupa cuando se da cuenta de que es para una chica y le prohíbe ir a un festival de música electrónica cuando sus amigos le invitan. Él se escabulle y ellos se divierten como nunca. Sin embargo, al conducir a casa, Duncan accidentalmente derriba el Ol' Oakie, uno de los árboles más viejos de la ciudad. Su familia se entera al día siguiente y se niegan a hablar con él. Duncan se reúne con sus amigos y salvan una sección del tocón del árbol en el que Annie y Jack tallaron sus nombres cuando eran más jóvenes. La familia lo perdona, pero todos se ven obligados a vivir en su coche cuando su casa es tomada por las cigarras que viven en el tocón. |              |                       |                          | |                           |                 |                      |
| 2 | 2            | «Red Head Redemption» | Jake Hollander           | Julie Thacker Scully                                                                                      | 23 de febrero de 2020     | 1LAZ04          | 1,43                 |
| Annie le exige a Jack que limpie el garaje de todos sus recuerdos de conciertos, pero se encuentra con que no puede hacerlo debido a su valor sentimental. Mientras toca un MMORPG con sus amigos, Duncan hace que su hermana menor Kimberly lo sustituya brevemente. Cuando él regresa, ella le demuestra a un mejor jugador que él. Los amigos de Duncan se enteran y hacen que Kimberly lo reemplace. Sintiéndose deprimido, Duncan se dirige a un equipo rival, los Stay at Gnome Dads, y pide unirse a ellos para un próximo torneo. Para vengarse de Kimberly, Duncan descubre un santuario en la habitación de Kimberly revelando que está enamorada de su amigo Wolf. Jack intenta tirar las cosas de Annie como venganza, pero cuando su hijo adoptivo Jing decide tirar sus cosas, Jack y Annie abandonan su disputa y se dirigen al torneo. El equipo de Duncan juega su carta de triunfo, pero al ver llegar a sus padres, Duncan y Kimberly abandonan su disputa con Duncan y le dicen a todo el mundo que el santuario es suyo. Los amigos de Duncan ganan y se disculpan por abandonarlo. |              |                       |                          | |                           |                 |                      |
| 3 | 3            | «Undacuva Mutha»      | Chuck Sheetz             | Anthony Gioe & Nick Mandernach                                                                            | 1 de marzo de 2020        | 1LAZ02          | 1,21                 |
| Annie está emocionada por el Día de la Cuota mientras llena su cuota de multas de aparcamiento con la esperanza de convertirse en detective algún día. Duncan, Bex y Wolf van a por sus Air Jordans, sólo para ser informados por Yangzi de que fueron engañados y en su lugar obtuvieron falsificaciones. Mientras tanto, Jack intenta demostrar que es un padre genial y hace que Kimberly y Jing falten a la escuela. Llegan a casa y hacen un «fren-queso» para el almuerzo. Al día siguiente, los tres se enferman y las chicas culpan a Jack. Annie descubre un cadáver, pero los detectives la sacan de la investigación. Después de escuchar el problema de Duncan, lo lleva por la ciudad en busca de pistas. Descubren una furgoneta blanca en los muelles, pero su auto queda destrozado. Mientras todos esperan solemnemente en casa, Duncan ve la camioneta y convence a la familia de que la persiga. Resulta que la furgoneta pertenece al profesor de Duncan, el Sr. Mitch, que ha estado creando falsas tiendas pop-up para que sus alumnos puedan pagar los fondos de la escuela para cosas como Hamilton. Las chicas perdonan a Jack y Annie decide dejar libre al Sr. Mitch por insistencia de Duncan. |              |                       |                          | |                           |                 |                      |
| 4 | 4            | «Witch Day»           | Anne Walker Farrell      | Ava Tramer & Eddie Quintana                                                                               | 8 de marzo de 2020        | 1LAZ05          | 1,09                 |
| Es el Día de la Bruja y todo el pueblo lo está celebrando. Jack y Annie descubren que su vecina, la Sra. Martin, ha muerto y roban su receta de chile con la ayuda de Jing; habiendo ganado los últimos diez años. Mia encuentra la fiesta ofensiva ya que implica la quema de una bruja de papel maché en celebración del terrible pasado histórico de Oak Dale. Duncan al principio no le presta atención, pero cuando es elegido la nueva virgen del pueblo para la fiesta (la virgen anterior quedó embarazada), él y sus amigos deciden robar la bruja. Bex, que era una distracción, deja escapar que Duncan y sus amigos son los culpables y los arrastra de vuelta para la quema. Duncan amenaza a todo el mundo leyendo sus secretos más oscuros, que iban a ser quemados con la bruja, y todo el mundo se despide. Mia admite que le gustan las festividades, pero que todos deberían ser más conscientes de la historia. Annie, al darse cuenta de lo que le hace a su hijo, se disculpa por poner su nombre como virgen y ella y Jack ganan el concurso de chiles. Kimberly espera a un chico que le gusta, pero accidentalmente lo asusta.                                                                    |              |                       |                          | |                           |                 |                      |
| 5 | 5            | «Fridgy»              | Adam Henry               | John Viener                                                                                               | 15 de marzo de 2020       | 1LAZ03          | 1,17                 |
| El refrigerador de los Harris finalmente se daña después de años de uso y se dirigen a la tienda para comprar uno nuevo. Son recibidos por Janine que les regala un elegante refrigerador de ConVee. Los Harris están contentos con el refrigerador, a la que llaman Fridgy, ya que puede realizar todas sus tareas y quehaceres dándoles tiempo suficiente para hacer las cosas que siempre han querido hacer. Sin embargo, Annie se sorprende cuando se da cuenta de que Fridgy lleva la cuenta de muchas de sus cosas personales, como tener sexo con Jack en el piso de la cocina, y se encuentra fuera del tiempo personal de la familia. Cuando se enfrenta a Fridgy por ello, encierra a los Harris en la casa. Escapan, pero son llevados a la sede de ConVee donde Janine quiere que sean la familia del futuro. Annie da un discurso sobre hacer un esfuerzo y la familia está de acuerdo con ella. Janine amenaza con sessinarlos, pero los Harris hacen que los electrodomésticos se peleen entre ellos y escapan de la base que explota. La familia desentierra su viejo refrigerador roto y «disfrutan» de su tiempo en familia.                                                                             |              |                       |                          | |                           |                 |                      |
| 6 | 6            | «Sister, Wife»        | Chuck Sheetz             | Historia de: Andrew Lee Guion de: Julie Thacker Scully & Amy Poehler                                      | 22 de marzo de 2020       | 1LAZ06          | 1,07                 |
| Jack y Annie deciden pasar su aniversario comprando en la tienda de mejoras para el hogar y se llevan a Kimberly con ellos, aunque continuamente no recuerdan que ella está con ellos. Duncan y Jing juegan en casa, pero cuando este último decide «casarse», Duncan se encuentra con ello, con Bex como ministro. Los niños le dicen a Jack y Annie que son aburridos y deciden demostrarles que se equivocan saliendo. Después de muchas excursiones fallidas, terminan en un bar temático de los 80, pero Annie se enfada con Jack cuando éste se niega a golpear a un tipo que le estaba tirando los tejos. Mientras tanto, Jing y Duncan atraviesan los problemas del matrimonio y el primero se lo toma demasiado en serio y Kimberly intenta llamar la atención. Eventualmente, Kimberly le dice a todos que superen sus problemas en la relación. Duncan perdona a Jing y ella se disculpa por obligarlo a casarse ya que es demasiado joven. Jack y Annie vuelven al bar con el primero metiéndose en una pelea y después, los dos tienen sexo en su coche. |              |                       |                          | |                           |                 |                      |
| 7 | 7            | «Jack's Pipe Dream»   | Adam Henry               | Historia de: John Viener Guion de: Julie Thacker Scully & Mike Scully                                     | 19 de abril de 2020       | 1LAZ07          | 1,11                 |
| Jack descubre que sus citas con el fontanero se han cancelado en favor de conseguir ayuda de un atractivo fontanero australiano llamado Bobby Bastille. Sintiendo que no puede competir, su familia lo convence de que encuentre una nueva forma de vida. Jack revela que ha estado escribiendo una ópera rock llamada Rommy, que claramente toma el ejemplo de Tommy, y convence a su familia para que actúe en ella, a pesar de su claramente horrible comienzo y desarrollo. Al principio, Duncan y Kimberly están disgustados con sus papeles (interpretando al protagonista y a su novia embarazada), pero después de contárselo a sus amigos, que en realidad parecen intrigados por ello, deciden seguir adelante con el musical. Annie se deshace de los volantes tirándolos a las alcantarillas, pero hace que el pueblo se inunde. La gente del pueblo se apresura al teatro mientras Rommy está en el aire y a Jack se le pide que arregle las cañerías del pueblo. Se descubre que Bobby no es un verdadero plomero y reemplaza a Jack en el último número. La obra termina siendo un gran éxito y el pueblo se salva con Jack decidiendo volver a su antiguo trabajo. Bobby termina yendo a Hollywood.        |              |                       |                          | |                           |                 |                      |
| 8 | 8            | «Judge Annie»         | Jake Hollander           | Historia de: Julie Thacker Scully Guion de: Anthony Gioe & Nick Mandernach                                | 26 de abril de 2020       | 1LAZ08          | 0,98                 |
| En el día más caluroso de Oakdale, Jack y Annie recuerdan que en su juventud solían ir a una piscina y llevar a los niños allí. Terminan disfrutando de su tiempo juntos, pero en el camino a casa, Annie ve un vehículo estacionado ilegalmente y descubre que pertenece a un hombre blanco rico llamado Neil LaDouche. LaDouche impugna su multa, pero Annie se las arregla para que pague. La alcaldesa Jen, viendo el argumento de Annie, decide hacerla protagonista de una serie de acceso público llamada Judge Annie con Jack como su alguacil. Duncan y Kimberly traen a sus amigos al hoyo y se divierten. Cuando vuelven al día siguiente, descubren que LaDouche ha comprado el terreno. Le llevan el caso a Annie, pero ella no puede hacer nada. Los niños se bañan desnudos en protesta contra LaDouche. Sin embargo, aparece el Hombre Ardilla, una supuesta leyenda mítica, y revela que ha ocupado la tierra durante 50 años y por lo tanto es dueño de la propiedad. LaDouche es expulsado, los niños disfrutan del agujero, y el Hombre Ardilla dice que Annie dejó de ser juez. |              |                       |                          | |                           |                 |                      |
| 9 | 9            | «Free Range Children» | Anne Walker Farrell      | Historia de: Mike Scully & John Viener Guion de: Amy Poehler & Julie Thacker Scully                       | 3 de mayo de 2020         | 1LAZ09          | 0,95                 |
| Jack y Annie dejan a los niños a cargo mientras van a ver a Bruce Springsteen, sólo para volver cuando la casa se incendia. Molesto porque los niños no pueden cuidarse a sí mismos, Bradley, su vecino experto en psicología infantil, sugiere que prueben la crianza a distancia. Los niños tienen problemas para tomar decisiones sencillas, pero después de una semana de crianza a distancia, Duncan y Kimberly comienzan a sentirse lo suficientemente confiados como para salir solos. Mientras tanto, a Jing le molesta que Jack y Annie la sigan viendo como una niña. Mientras intentan conseguir lechuga, Duncan y Kimberly terminan en un camión con destino a México y llaman a sus padres que corren al aeropuerto, sólo para ser detenidos, pero más tarde son rescatados por una Jing madura. Duncan y Kimberly conocen al conocido traficante de drogas El Espantoso del que se hacen amigos después de usar lo que Jack y Annie les enseñaron. Él los lleva de vuelta a casa y le dice a Jack y Annie que deben apreciar la juventud de sus hijos. Lo matan a tiros por estar en suelo americano y Annie come accidentalmente algo de su cocaína.                                                        |              |                       |                          | |                           |                 |                      |
| 10 | 10           | «Wolf Mother»         | Adam Henry & Will Strode | Historia de: Rebecca Hoobler & Eddie Quintana Guion de: Henry Gammill & Mike Scully                       | 10 de mayo de 2020        | 1LAZ11          | 0,86                 |
| Para el Día de la Madre, la familia Harris llevó a Annie a un juego de paintball, decepcionándola mucho. Mientras regresa a casa sin su familia, Annie ve a Wolf viviendo en las calles decide adoptarlo y comienza a moldearlo para convertirlo en el hijo perfecto. A todo el mundo, con la excepción de Kimberly, no le gusta la compañía de Wolf. Al darse cuenta de que se había equivocado, Jack lleva a Kimberly a buscar una flor especial que Annie siempre adoró, llamada fiordaliso. Van a las montañas a buscarla, pero se quedan atascados en un acantilado. Annie convierte a Wolf en una persona limpia que comienza a imitar algunos de sus gestos. Duncan y Jing eventualmente deducen que Annie simplemente quiere obtener un premio en su iglesia por su trabajo de buen samaritano. Se enteran de la situación de Jack y Kimberly y se dirigen a las montañas para rescatarlos. Annie admite que cometió un error al domar a Wolf y lo cambian a su antigua forma de rescatar a Jack y Kimberly. La familia se disculpa por no apreciar a Annie y la llevan a su restaurante favorito donde les dispara con una pistola de pintura.                                                                    |              |                       |                          | |                           |                 |                      |
| 11 | 11           | «Classless President» | Chuck Sheetz             | Historia de: Sara Scully Guion de: Andrew Lee & Eddie Quintana                                            | 17 de mayo de 2020        | 1LAZ10          | 1,21                 |
| Mia se presenta a presidenta de la clase, pero está decepcionada porque nadie se presenta contra ella. Convence a Duncan para que se presente donde, para su asombro, él se lo toma fácilmente cuando promete a todos lo que quieren en la escuela. Termina ganando; tomando efectivamente la escuela con un montón de ridículas promesas y reglas debido a un viejo tratado. Mientras tanto, Kimberly debe vender galletas para su escuela con la esperanza de poder pasar el rato con las chicas malas. Finge fracaso a Jack y Annie que, junto con Jing, venden todas sus galletas. Descubren la artimaña de Kimberly y se desquitan con ella, convenciéndola de que las galletas estaban envenenadas, obligándola a recogerlas todas. Finalmente, Duncan se da cuenta de la presión de ser el presidente de la clase, pero no puede resistir la necesidad de invitar a las estrellas de Internet, los Fabulosos Osos de Hilo Dental, a la escuela. Mia convence a todos de que las cosas tienen que volver a la normalidad y tranquiliza a los osos cuando se desbocan. Duncan se disculpa por ignorar las advertencias de Mia y ella lo perdona aceptando comer nachos con él.                                        |              |                       |                          | |                           |                 |                      |

### Temporada 2 (2021)
| N.º en serie | N.º en temp. | Título                             | Dirigido por        | Escrito por                                                                                 | Fecha de emisión original | Código de prod. | Audiencia (millones) |
| --- | ------------ | ---------------------------------- | ------------------- | ------------------------------------------------------------------------------------------- | ------------------------- | --------------- | -------------------- |
| 12 | 1            | «Das Banana Boot»                  | Anne Walker Farrell | Guion de: Aseem Batra & Jerron Horton Historia de: Mike Scully & Julie Thacker Scully       | 23 de mayo de 2021        | 2LAZ01          | 0,80                 |
| Duncan descubre que no necesita hacer la escuela de verano, ya que lo único que tiene que hacer es pasar un examen físico y la familia podrá tener unas vacaciones completas. Después de hacerlo, los Harris se van de vacaciones a un centro turístico, pero Duncan se pone nervioso cuando ve a Mia salir con otro chico, Kimberly decide cambiar su aspecto para impresionar a un chico llamado Jeremy, y Jing quiere desesperadamente hacer una obra de arte para ponerla en la nevera. Jack y Annie conocen a una pareja llamada Nick y Nina, pero se acercan demasiado a ellos. Annie quiere tener un momento familiar en un barco bananero y obliga a Jack a romper con la pareja. Sin embargo, Nick y Nina se vengan robando su barco bananero, durante lo cual Kimberly descubre que el verdadero nombre de Jeremy es Norm y que tiene problemas similares a los de ella. Los Harris consiguen el barco, pero creen que han matado a Nick y Nina. Resultan estar vivos y les gusta estafar a los hoteles. Al volver a casa, Jing hace una obra de arte que se pone en la nevera y Duncan se entera de que Mia estuvo con un ex, pero que no le interesaba volver.                                                               |              |                                    |                     |                                                                                             |                           |                 |                      |
| 13 | 2            | «Duncan's New Word»                | Jake Hollander      | Mike Scully & Julie Thacker Scully                                                          | 23 de mayo de 2021        | 2LAZ02          | 0,71                 |
| Mientras Duncan conduce, Jack se acuerda de su terrible padre, Dick, que siempre le insultaba y menospreciaba. Duncan va a salir con sus amigos y Mia le ofrece pasar el rato en su casa. Duncan acaba sobrepasando su toque de queda, lo que obliga al resto de los Harris a ir a recogerlo. Annie obliga a Jack a ir a enfrentarse a él y la situación se agrava hasta que Duncan grita «¡Jodete, Jack!» y huye. A pesar de sus elogios en la escuela, el Sr. Mitch obliga a Duncan a empatizar y le ruega a Jack que lo castigue. Sin embargo, Jack realmente respeta a Duncan por lo que hizo y deciden visitar a Dick en el asilo. Mientras tanto, Kimberly y Jing se aprovechan de la situación haciendo cosas sin supervisión. Intentan montar un caballo, pero descubren que era el caballo de la policía de Annie antes de abandonarlo y ella se disculpa. Duncan y Jack se encuentran con Dick, que parece realmente arrepentido de sus actos, pero Duncan se da cuenta de que está tomando pastillas y vuelve a reñir a Jack. Jack finalmente grita «¡Jodete, Dick!» cuando empieza a reñir a Duncan también, lo que hace que el iracundo Dick lo golpee contra una ventana. Jack y Duncan luego conducen felizmente a casa.  |              |                                    |                     |                                                                                             |                           |                 |                      |
| 14 | 3            | «Who's Vroomin' Who?»              | Corey Barnes        | Guion de: John Viener & Jerron Horton Historia de: Julie Thacker Scully & Mike Scully       | 31 de mayo de 2021        | 2LAZ04          | 0,74                 |
| Jing quiere que le cambien el dormitorio, así que Jack intenta renovar su habitación mientras ella se aloja con Kimberly. Mientras tanto, Annie se da cuenta de que Duncan la ha superado cuando decide jugar a los bolos con sus amigos en lugar de con ella. Ven un campo de carreras de autos de serie en el que trabaja Mia y Duncan toma el volante del auto que ella patrocina. Annie acaba uniéndose a él y los dos se convierten en un equipo de carreras imparable. Kimberly se cansa de Jing y se entera de que Jack no está cerca de terminar mientras lucha por un tema, así que toma el control y termina la habitación. Jing admite que simplemente quería pasar el rato con Kimberly y las chicas establecen un vínculo. Aunque está contento al principio, a Duncan le empieza a disgustar su nombre de equipo como «Niño de Mamá» y se avergüenza. Bex informa a Annie de esto y ella decide dejar que Duncan conduzca él mismo. Resulta ser un desastre y Annie lo vuelve a acompañar, aunque terminan en sexto lugar. Después, Annie deja que Duncan esté con sus amigos ya que él promete volver a jugar a los bolos con ella. Por la noche, los Harris se comunican con walkie talkies.                             |              |                                    |                     |                                                                                             |                           |                 |                      |
| 15 | 4            | «Sibling Revelry»                  | Marius Alecse       | Guion de: Anthony Gioe & Nick Mandernach Historia de: Hayley Frazier & James Heller Chapman | 7 de junio de 2021        | 2LAZ03          | 0,71                 |
| Duncan y Kimberly acaban obligando a la familia a volver a casa después de haber ido al cine y haberse peleado. Después de una pelea nocturna, Jack y Annie no tienen más remedio que enviarlos a un campamento de terapia para resolver sus diferencias. Esto les da más tiempo para centrarse en Jing, que ha estado deseando atención. Sin embargo, Jing empieza a sentirse demasiado mimada por ellos y descarga su frustración con los amigos de Duncan. Mientras tanto, en el campamento, Duncan y Kimberly se niegan a llevarse bien, pero descubren que si no cambian su forma de actuar, se quedarán allí indefinidamente. Fingen amarse, pero después de graduarse, se pelean por una tirolesa y se pierden en el bosque. Finalmente aceptan su relación en una cueva, pero son perseguidos por un alce salvaje. Son rescatados por el consejero del campamento, Douglas, que más tarde se revela que lo ha derrotado. Con el tiempo, Jack y Annie empiezan a echar de menos las peleas de Duncan y Kimberly y Jing les convence para que vayan a recuperarlos. Al recuperarlos, se alegran de ver que se llevan mucho mejor hasta llegar a casa.                                                                              |              |                                    |                     |                                                                                             |                           |                 |                      |
| 16 | 5            | «Party Like a Rocket Star»         | Jake Hollander      | Ava Tramer & John Viener                                                                    | 14 de junio de 2021       | 1LAZ12          | 0,64                 |
| Duncan y sus amigos intentan convertirse en la próxima sensación viral para poder hacerse ricos. Daryl Chrisakowski, vicepresidente senior de Stroke-a-Cola se acerca a ellos para hacer un nuevo video. Se deciden por construir un auto cohete usando la cola y mentas de aliento para alimentarlo. Mientras tanto, Kimberly y su amiga Claire detestan el hecho de que no están en una fiesta al otro lado de la calle, por lo que Jack y Annie engañan a los niños para que vayan a su casa mientras Jing va a pasar el rato con el aburrido Bradley. Kimberly engaña a sus padres para que se vayan, lo que hace que los niños festejen sin supervisión. Kimberly intenta calmar a todos en vano mientras Claire decide probar un maní, a pesar de su alergia. El auto cohete de Duncan funciona mientras recorre Oakdale mientras Jack y Annie corren a casa. Finalmente, todos se unen cuando un helicóptero se estrella como resultado de la explosión. Daryl decide convertir a Claire en una estrella debido a su experiencia cercana a la muerte, mientras que Kimberly recibe adoración, pero la pierde rápidamente. Duncan y Kimberly están de acuerdo en que la fama es aburrida ya que los padres se quejan del desastre. |              |                                    |                     |                                                                                             |                           |                 |                      |
| 17 | 6            | «Annie Oakie»                      | Anne Walker Farrell | Guion de: Julie Thacker Scully & John Viener Historia de: Anthony Gioe & Nick Mandernach    | 21 de junio de 2021       | 1LAZ13          | 0,75                 |
| Annie despierta a la familia para que escuchen la noticia de que ha sido nominada a un premio Oakie, premio que se otorga a la mejor funcionaria de la ciudad. Annie lanza una campaña para ganar, ve un vehículo sin matrícula y lo arranca. Ella se entera después del hecho de que el vehículo pertenece al alcalde Jen, quien amenaza a Annie y le pide que se quite el maletero. Annie se niega y Jen usa su poder para hacer de la vida de Harris un infierno. Finalmente, se ven obligados a vivir en el lugar de reunión de los remolques abandonados de Duncan, para consternación de todos. Jen finalmente le ofrece a Annie una victoria para el premio Oakie y un viaje a un parque acuático. Annie acepta el trato y gana el premio. Mientras está en el parque acuático, Jing intenta sobornar a un empleado, lo que hace que Annie se sienta muy culpable y termina su viaje antes de tiempo. Regresan a Oakdale, donde Annie admite públicamente ser una farsa e intenta pasar el premio, pero todos los demás nominados admiten fallas similares. Duncan sugiere que su maestro, el Sr. Mitch, obtenga el premio ya que tiene varios trabajos además de enseñar y todos están de acuerdo.                               |              |                                    |                     |                                                                                             |                           |                 |                      |
| 18 | 7            | «That Jing You Do»                 | Anne Walker Farrell | Mike Scully & Julie Thacker Scully                                                          | 28 de junio de 2021       | 2LAZ05          | 0,64                 |
| 19 | 8            | «Crimes and Misters Demean Her»    | Jake Hollander      | Ava Tramer & Andrew Lee                                                                     | 12 de julio de 2021       | 2LAZ06          | 0,65                 |
| 20 | 9            | «Stan in the Place Where You Live» | Marius Alecse       | John Viener                                                                                 | 19 de julio de 2021       | 2LAZ07          | 0,71                 |
| 21 | 10           | «Off to the Braces»                | Corey Barnes        | Anthony Gioe & Nick Mandernach                                                              | 16 de agosto de 2021      | 2LAZ08          | 0,62                 |
| 22 | 11           | «Jurannie Park»                    | Anne Walker Farrell | Guion de: Andrew Lee Historia de: Carson Gearan & Sara Scully                               | 23 de agosto de 2021      | 2LAZ09          | 0,66                 |
| 23 | 12           | «Witch Day 2»                      | Jake Hollander      | Guion de: Jerron Horton Historia de: Julie Thacker Scully & Jerron Horton                   | 30 de agosto de 2021      | 2LAZ10          | 0,70                 |

### Temporada 3 (2022)
| N.º en serie | N.º en temp. | Título                           | Dirigido por        | Escrito por                                                      | Fecha de emisión original | Código de prod. | Audiencia (millones) |
| ------------ | ------------ | -------------------------------- | ------------------- | ---------------------------------------------------------------- | ------------------------- | --------------- | -------------------- |
| 24           | 1            | «Gamer vs. Gamer»                | Corey Barnes        | Nick Mandernach & Anthony Gioe                                   | 1 de mayo de 2022         | 2LAZ12          | 0,57                 |
| 25           | 2            | «Clothes and Dagger»             | Clint Bond          | Guion de: Aseem Batra Historia de: Amy Poehler & Aseem Batra     | 8 de mayo de 2022         | 3LAZ02          | 0,44                 |
| 26           | 3            | «(Work) Marriage Story»          | Frank Marino        | Aaron Lee                                                        | 15 de mayo de 2022        | 3LAZ01          | 0,60                 |
| 27           | 4            | «Plumbdog Millionaire»           | Anne Walker Farrell | Guion de: Sara Scully & Ava Tramer Historia de: John Viener      | 22 de mayo de 2022        | 2LAZ13          | 0,64                 |
| 28           | 5            | «Annie v. Fun»                   | Marius Alecse       | Anthony Gioe & Nick Mandernach                                   | 5 de junio de 2022        | 3LAZ03          | 0,46                 |
| 29           | 6            | «Throw Momma from the Brain»     | Marius Alecse       | Guion de: Aseem Batra Historia de: Amy Poehler & Aseem Batra     | 5 de junio de 2022        | 2LAZ11          | 0,47                 |
| 30           | 7            | «Dead Stan Walking»              | Corey Barnes        | John Viener                                                      | 12 de junio de 2022       | 3LAZ04          | 0,58                 |
| 31           | 8            | «She Snoops, She Scores!»        | Roy Burdine         | Guion de: Jerron Horton Historia de: Jerron Horton & Amy Poehler | 12 de junio de 2022       | 3LAZ05          | 0,57                 |
| 32           | 9            | «Born to Run (A Small Business)» | Clint Bond          | Mike Scully                                                      | 19 de junio de 2022       | 3LAZ06          | 0,50                 |
| 33           | 10           | «Moneyballs»                     | Marius Alecse       | Andrew Lee                                                       | 26 de junio de 2022       | 3LAZ07          | 0,52                 |
| 34           | 11           | «The Young and the Bexless»      | Corey Barnes        | Sara Scully                                                      | 18 de octubre de 2022     | 3LAZ08          | —                    |
| 35           | 12           | «Witch Day 3»                    | Roy Burdine         | Julie Thacker Scully                                             | 18 de octubre de 2022     | 3LAZ09          | —                    |
| 36           | 13           | «The Dudliest Catch»             | Clint Bond          | Anthony Gioe & Nick Mandernach                                   | 18 de octubre de 2022     | 3LAZ10          | —                    |
| 37           | 14           | «The Pursuit of Daddyness»       | Marius Alecse       | Aseem Batra                                                      | 18 de octubre de 2022     | 3LAZ11          | —                    |
| 38           | 15           | «The Sharent Trap»               | Corey Barnes        | Aaron Lee                                                        | 18 de octubre de 2022     | 3LAZ12          | —                    |
| 39           | 16           | «Ditch Mitch or Die Trying»      | Roy Burdine         | Jerron Horton                                                    | 18 de octubre de 2022     | 3LAZ13          | —                    |

## Producción
El 17 de agosto de 2017, se anunció que Fox, había dado a la serie, una orden de la producción de un episodio piloto de presentación para una comedia animada desarrollada por Amy Poehler y escrita por Poehler, Mike Scully y Julie Scully.
El 26 de octubre de 2018 se anunció que Fox había encargado una serie con 13 episodios, con las voces de Poehler, Rashida Jones y Wiz Khalifa. El 8 de mayo de 2019, se anunció que Ty Burrell se había unido al elenco principal de la serie. El 6 de junio de 2019, se anunció que Riki Lindhome se había unido al elenco principal de la serie.
La serie será producida por Poehler, Mike y Julie Scully a través de Paper Kite Productions, Dave Becky a través de 3 Arts Entertainment y Bento Box Entertainment, 20th Century Fox Television, Fox Entertainment y Universal Television.
En abril de 2020, la serie se unió al resto de la alineación de Fox Animation Domination en una asociación con Caffeine para el AniDom Beyond Show, una serie de recapitulación presentada por Andy Richter. El programa, de una hora de duración, incluía entrevistas con los invitados e interactividad en vivo con los fans en línea, con recapitulaciones de los episodios que se emitieron durante abril y mayo. El episodio Duncanville se emitió el 16 de abril de 2020 con Mike Scully y su esposa Julie Thacker Scully. El 18 de mayo de 2020, John Viener se unió a la serie con otros guionistas de la línea de Animation Domination de Fox.
El 6 de abril de 2020, la serie fue renovada por una segunda temporada cuyo estreno está previsto para el 23 de mayo de 2021. El 16 de julio de 2020, se anunció que Jones, Osmanski y Khalifa fueron promovidos al elenco principal para la segunda temporada. El 6 de abril de 2021, antes del estreno de la segunda temporada, Fox renovó la serie para una tercera temporada. La tercera temporada se estrenó el 1 de mayo de 2022.
El 26 de junio de 2022, Andy Lee and Mike Scully confirmaron en Twitter que la serie se trasladaría a Hulu para sus últimos seis episodios. El 30 de junio de 2022, Fox canceló la serie tras tres temporadas. Los últimos seis episodios fueron lanzados el 18 de octubre de 2022 en Hulu.

## Lanzamiento

### Distribución
En Canadá la serie se emite en CityTV debido a un acuerdo entre este y Fox, emitiendo nuevos episodios el mismo día y hora que los Estados Unidos. La serie también está disponible para su transmisión en Hulu, y se puede comprar en YouTube y iTunes.
El 24 de noviembre de 2019, NBCUniversal Television Distribution anunció que la serie fue anunciada para ser emitida en Australia en Nine Network estrenándose el 4 de junio de 2020 en 9Go!. El 14 de enero de 2020, NBCUniversal Television anunció que la serie fue anunciada para ser emitida en Reino Unido en Channel 4 estrenándose el 27 de marzo de 2020.
En Latinoamérica, la serie tuvo su preestreno el 24 de mayo de 2020, y se estrenó el 30 de agosto de 2020 en Fox Channel (actualmente Star Channel).
En Francia, la primera temporada está en streaming en Amazon Prime Video desde el 6 de noviembre de 2020.
En Italia, la serie se estrenó en Italia 1 el 11 de enero de 2021, pero fue retirada de la programación tras sólo dos episodios debido a los bajos índices de audiencia.
En Polonia, la serie se estrenó en Fox Comedy el 6 de febrero de 2021.

## Recepción

### Críticas
En Rotten Tomatoes la serie tiene un índice de aprobación del 89%, basado en 9 reseñas, con una calificación promedio de 6.33/10. En Metacritic, tiene puntaje promedio ponderado de 64 sobre 100, basada en 6 reseñas, lo que indica «criticas generalmente favorables».
IndieWire le dio a los dos primeros episodios del programa una B-, diciendo que Duncanville necesita más tiempo para saber lo que quiere ser. Sulgana Misra de The A.V. Club le dio al episodio «Pilot» una B, alabando el encanto de Poehler y la dinámica familiar de la serie, pero, criticando la falta de motivación interesante de la protagonista.

## Audiencias

### Temporada 1
| N.º | Título                | Fecha de emisión      | ÍA/CP (18–49) | Audiencia (millones) | DVR (18–49) | Audiencia DVR (millones) | Total (18–49) | Audiencia total (millones) |
| --- | --------------------- | --------------------- | ------------- | -------------------- | ----------- | ------------------------ | ------------- | -------------------------- |
| 1   | «Pilot»               | 16 de febrero de 2020 | 0,5/2         | 1,52                 | 0,1         | 0,28                     | 0,6           | 1,80                       |
| 2   | «Red Head Redemption» | 23 de febrero de 2020 | 0,5/2         | 1,43                 | 0,1         | 0,20                     | 0,6           | 1,63                       |
| 3   | «Undacuva Mutha»      | 1 de marzo de 2020    | 0,4/2         | 1,21                 | 0,1         | 0,18                     | 0,5           | 1,39                       |
| 4   | «Witch Day»           | 8 de marzo de 2020    | 0,4/2         | 1,09                 | 0,1         | 0,15                     | 0,4           | 1,24                       |
| 5   | «Fridgy»              | 15 de marzo de 2020   | 0,4/2         | 1,17                 | 0,1         | 0,17                     | 0,5           | 1,34                       |
| 6   | «Sister, Wife»        | 22 de marzo de 2020   | 0,4/2         | 1,07                 | 0,1         | 0,18                     | 0,5           | 1,25                       |
| 7   | «Jack's Pipe Dream»   | 19 de abril de 2020   | 0,4/2         | 1,11                 | 0,1         | 0,10                     | 0,4           | 1,21                       |
| 8   | «Judge Annie»         | 26 de abril de 2020   | 0,4/2         | 0,98                 | 0,1         | 0,13                     | 0,3           | 1,10                       |
| 9   | «Free Range Children» | 3 de mayo de 2020     | 0,3/2         | 0,95                 | 0,0         | 0,09                     | 0,4           | 1,04                       |
| 10  | «Wolf Mother»         | 10 de mayo de 2020    | 0,3/2         | 0,86                 | 0,1         | 0,11                     | 0,4           | 0,97                       |
| 11  | «Classless President» | 17 de mayo de 2020    | 0,4/2         | 1,21                 | 0,0         | 0,09                     | 0,5           | 1,30                       |

### Temporada 2
| N.º | Título                             | Fecha de emisión     | ÍA (18–49) | Audiencia (millones) | DVR (18–49) | Audiencia DVR (millones) | Total (18–49) | Audiencia total (millones) |
| --- | ---------------------------------- | -------------------- | ---------- | -------------------- | ----------- | ------------------------ | ------------- | -------------------------- |
| 1   | «Das Banana Boot»                  | 23 de mayo de 2021   | 0,3        | 0,80                 | 0,0         | 0,09                     | 0,3           | 0,90                       |
| 2   | «Duncan's New Word»                | 23 de mayo de 2021   | 0,2        | 0,71                 | 0,0         | 0,06                     | 0,3           | 0,77                       |
| 3   | «Who's Vroomin' Who?»              | 31 de mayo de 2021   | 0,2        | 0,74                 | 0,1         | 0,18                     | 0,3           | 0,91                       |
| 4   | «Sibling Revelry»                  | 7 de junio de 2021   | 0,2        | 0,71                 | 0,1         | 0,12                     | 0,3           | 0,83                       |
| 5   | «Party Like a Rocket Star»         | 14 de junio de 2021  | 0,2        | 0,64                 | 0,0         | 0,12                     | 0,2           | 0,76                       |
| 6   | «Annie Oakie»                      | 21 de junio de 2021  | 0,2        | 0,75                 | 0,0         | 0,10                     | 0,3           | 0,85                       |
| 7   | «That Jing You Do"»                | 28 de junio de 2021  | 0,2        | 0,67                 | 0,1         | 0,13                     | 0,3           | 0,77                       |
| 8   | «Crimes and Misters Demean Her»    | 12 de julio de 2021  | 0,2        | 0,65                 | 0,1         | 0,12                     | 0,3           | 0,76                       |
| 9   | «Stan in the Place Where You Live» | 19 de julio de 2021  | 0,2        | 0,71                 | 0,1         | 0,12                     | 0,3           | 0,83                       |
| 10  | «Off to the Braces»                | 16 de agosto de 2021 | 0,2        | 0,62                 | 0,0         | 0,09                     | 0,2           | 0,71                       |
| 11  | «Jurannie Park»                    | 23 de agosto de 2021 | 0,2        | 0,66                 | —           | —                        | —             | —                          |
| 12  | «Witch Day 2»                      | 30 de agosto de 2021 | 0,2        | 0,70                 | —           | —                        | —             | —                          |

### Temporada 3
| N.º | Título                           | Fecha de emisión    | ÍA (18–49) | Audiencia (millones) | DVR (18–49) | Audiencia DVR (millones) | Total (18–49) | Audiencia total (millones) |
| --- | -------------------------------- | ------------------- | ---------- | -------------------- | ----------- | ------------------------ | ------------- | -------------------------- |
| 1   | «Gamer vs. Gamer»                | 1 de mayo de 2022   | 0,2        | 0,57                 | —           | —                        | —             | —                          |
| 2   | «Clothes and Dagger»             | 8 de mayo de 2022   | 0,1        | 0,44                 | —           | —                        | —             | —                          |
| 3   | «(Work) Marriage Story»          | 15 de mayo de 2022  | 0,2        | 0,60                 | —           | —                        | —             | —                          |
| 4   | «Plumbdog Millionaire»           | 22 de mayo de 2022  | 0,2        | 0,64                 | —           | —                        | —             | —                          |
| 5   | «Annie v. Fun»                   | 5 de junio de 2022  | 0,1        | 0,46                 | —           | —                        | —             | —                          |
| 6   | «Throw Momma from the Brain»     | 5 de junio de 2022  | 0,1        | 0,47                 | —           | —                        | —             | —                          |
| 7   | «Dead Stan Walking»              | 12 de junio de 2022 | 0,2        | 0,58                 | —           | —                        | —             | —                          |
| 8   | «She Snoops, She Scores!»        | 12 de junio de 2022 | 0,2        | 0,57                 | —           | —                        | —             | —                          |
| 9   | «Born to Run (A Small Business)» | 19 de junio de 2022 | 0,1        | 0,50                 | —           | —                        | —             | —                          |
| 10  | «Moneyballs»                     | 26 de junio de 2022 | 0,1        | 0,52                 | —           | —                        | —             | —                          |